# Anastrepha nunezae
Anastrepha nunezae är en tvåvingeart som beskrevs av Steyskal 1977. Anastrepha nunezae ingår i släktet Anastrepha och familjen borrflugor.
Artens utbredningsområde är Colombia. Inga underarter finns listade i Catalogue of Life.